# Бар де Мон
Бар де Мон (фр. Barre-de-Monts) насеље је и општина у западној Француској у региону Лоара, у департману Вандеја која припада префектури Сабл д'Олон.
По подацима из 2011. године у општини је живело 2.169 становника, а густина насељености је износила 77,99 становника/km². Општина се простире на површини од 27,81 km². Налази се на средњој надморској висини од 5 метара (максималној 26 m, а минималној 0 m).

## Демографија
| 1962. | 1968. | 1975. | 1982. | 1990. | 1999. | 2011. |
| ----- | ----- | ----- | ----- | ----- | ----- | ----- |
| 1.750 | 1.789 | 1.674 | 1.701 | 1.727 | 1.810 | 2.169 |

График промене броја становника у току последњих година